# Boisroger
Boisroger est une ancienne commune française du département de la Manche et de la région Normandie, devenue le 1er janvier 2016 une commune déléguée au sein de la commune nouvelle de Gouville-sur-Mer.
Elle est peuplée de 231 habitants.

## Géographie

### Localisation
| Geffosses                            | Montsurvent        | Montsurvent        |
| Gouville-sur-Mer                     | Boisroger          | Servigny           |
| Gouville-sur-Mer, Blainville-sur-Mer | Blainville-sur-Mer | Brainville, Gratot |

## Toponymie
Le nom de la localité est attesté sous la forme de Bosco Rogerii en 1139, Boscus Rogerii sans date.
Toponyme tardif de formation romane, constitué de l'appellatif bois et du nom de baptême médiéval Roger, soit le « bois de Roger ». Il s'agit en l'occurrence du nom de Roger d'Aubigny, seigneur de Saint-Martin-d'Aubigny (canton de Périers), qui fit don de l'église de Boisroger à l'abbaye bénédictine de Cormery au XIe siècle.
Le gentilé est Boisrogeais.

## Histoire
Au XIe siècle, Roger d'Aubigny, seigneur de Saint-Martin-d'Aubigny (canton de Périers), donna l'église de Boisroger à l'abbaye bénédictine de Cormery, dans le diocèse de Tours (Cormery est aujourd'hui en Indre-et-Loire).
La seigneurie de Boisroger a été la possession de la famille Davy qui étaient également seigneurs du Perron et de Virville à Saint-Aubin-du-Perron, d'Amfreville, de Quettreville, de Guéhébert, de Muneville, de Feugères, de Montcuit, de Mary et de Saint-Malo-de-la-Lande.
Une partie du demi-fief de haubert de la Hézardière centré sur Saint-Aubin-du-Perron s'étendait sur les paroisses d'Aubigny, Marchésieux et Boisroger.

## Politique et administration

### Liste des maires
| Période                                  | Période       | Identité                | Étiquette | Qualité                 |
| ---------------------------------------- | ------------- | ----------------------- | --------- | ----------------------- |
| Les données manquantes sont à compléter. |               |                         |           |                         |
| 1800                                     | 1819          | Pierre Lecrosnier       |           |                         |
| 1819                                     | 1833          | Pierre Blaisot          |           |                         |
| 1833                                     | 1833          | Prosper Gosselin        |           |                         |
| 1833                                     | 1839          | Casimir Lecrivain       |           |                         |
| 1839                                     | 1870          | Jean François Blaisot   |           |                         |
| 1870                                     | 1877          | Louis Michel Tesson     |           |                         |
| 1877                                     | 1888          | Alphonse Julien Fauvel  |           |                         |
| 1888                                     | 1892          | Armand Pierre Villedieu |           |                         |
| 1892                                     | 1901          | Aimable Dauvin          |           |                         |
| 1901                                     | 1914          | Désiré Robin            |           |                         |
| 1914                                     | 1919          | Jules Auvray            |           |                         |
| 1919                                     | 1962          | Alphonse Letorel        |           |                         |
| 1962                                     | mars 1977     | Gervais Falaise         |           |                         |
| mars 1977                                | mars 1989     | Hubert Gosselin         |           | Cultivateur             |
| mars 1989                                | mars 2008     | Joseph Falaise          | DVD       | Agriculteur retraité    |
| mars 2008                                | décembre 2018 | Michel Lemosquet        | SE        | Retraité France Télécom |

Le conseil municipal était composé de onze membres dont le maire et deux adjoints.

### Liste des maires délégués
| Période      | Période   | Identité         | Étiquette | Qualité                 |
| ------------ | --------- | ---------------- | --------- | ----------------------- |
| janvier 2019 | juin 2020 | Michel Lemosquet | SE        | Retraité France Télécom |
| juin 2020    | En cours  | David Laurent    | SE        | Gérant de société       |

## Démographie
L'évolution du nombre d'habitants est connue à travers les recensements de la population effectués dans la commune depuis 1793. À partir du 1er janvier 2009, les populations légales des communes sont publiées annuellement dans le cadre d'un recensement qui repose désormais sur une collecte d'information annuelle, concernant successivement tous les territoires communaux au cours d'une période de cinq ans. 
Pour les communes de moins de 10 000 habitants, une enquête de recensement portant sur toute la population est réalisée tous les cinq ans, les populations légales des années intermédiaires étant quant à elles estimées par interpolation ou extrapolation. Pour la commune, le premier recensement exhaustif entrant dans le cadre du nouveau dispositif a été réalisé en 2004,.
En 2021, la commune comptait 231 habitants, en évolution de −5,71 % par rapport à 2015 (Manche : +0,44 %, France hors Mayotte : +2,49 %).
Boisroger a compté jusqu'à 646 habitants en 1821.
| 1793 | 1800 | 1806 | 1821 | 1831 | 1836 | 1841 | 1846 | 1851 |
| ---- | ---- | ---- | ---- | ---- | ---- | ---- | ---- | ---- |
| 567  | 494  | 645  | 646  | 629  | 606  | 577  | 619  | 579  |

| 1856 | 1861 | 1866 | 1872 | 1876 | 1881 | 1886 | 1891 | 1896 |
| ---- | ---- | ---- | ---- | ---- | ---- | ---- | ---- | ---- |
| 567  | 562  | 563  | 535  | 514  | 465  | 402  | 405  | 360  |

| 1901 | 1906 | 1911 | 1921 | 1926 | 1931 | 1936 | 1946 | 1954 |
| ---- | ---- | ---- | ---- | ---- | ---- | ---- | ---- | ---- |
| 335  | 321  | 305  | 233  | 249  | 239  | 257  | 276  | 249  |

| 1962 | 1968 | 1975 | 1982 | 1990 | 1999 | 2004 | 2009 | 2014 |
| ---- | ---- | ---- | ---- | ---- | ---- | ---- | ---- | ---- |
| 266  | 193  | 164  | 149  | 145  | 153  | 153  | 186  | 244  |

| 2018 | - | - | - | - | - | - | - | - |
| ---- | - | - | - | - | - | - | - | - |
| 254  | - | - | - | - | - | - | - | - |

## Lieux et monuments
- Église Saint-Nicolas du XIIe siècle, remaniée au XVe et XVIIIe siècles et chapelle latérale de 1838. Elle abrite un maître-autel du XVIIIe, des Fonts baptismaux du XIVe, un groupe sculpté saint Roch, saint Sébastien et saint Eustache du XVIe, une statue de saint Nicolas du XVIIe, une Vierge à l'Enfant du XIVe, ainsi qu'une verrière du XXe de G. Merklen[14].
- Ancienne ferme seigneuriale près de l'église. La demeure appelée le Prieuré rappelle l'existence d'un prieuré à Boisroger.
- Croix de cimetière du XVIIe siècle, croix de consécration du XVIIe siècle, calvaire du XIXe siècle, croix de chemin dite croix Boutelou[14].
- Ancienne grange dîmière.

Pour mémoire
Il ne reste rien du prieuré Saint-Benoît fondé en 1140-1145 par trois religieux, à part la toponymie qui désigne sous ce nom un lieu à proximité de l'église. Il dépendait de l'abbaye de Cormery au diocèse de Tours.

## Personnalités liées à la commune
- Jean-Baptiste Le Cronier (1758-1835), né et mort à Boisroger. Curé de Saint-François du Havre et chanoine de Moulins, une chapelle lui est dédiée dans l'église[14].
- Adolphe Willette (1857-1926), peintre, illustrateur et caricaturiste, achète une propriété à Boisroger en 1900 et y effectue de longs séjours avec sa famille[16].
- Luc Bihl (1938-1997), avocat et écrivain, est inhumé à Boisroger ; Adolphe Willette est son grand-père maternel[17].